# Llaves de la ciudad
Las llaves de la ciudad (también denominado en inglés Freedom of the City, libertad de la ciudad) es una distinción honorífica que se otorga por parte de una municipalidad a miembros eminentes de una comunidad o a los visitantes ilustres en diversas ciudades. De acuerdo con algunas referencias históricas, esta distinción se otorgó por primera vez en Londres en 1237. Esta distinción es extensamente otorgada en ciudades de diferentes países del mundo. Se supone que tiene sus orígenes en las ciudades amuralladas o fortalezas medievales, cuyo acceso requería una llave que se otorgaba a personalidades de confianza para su libre acceso. Otra versión afirma que los nuevos reyes medievales recién coronados visitaban las comarcas para reafirmar su poder y recibían las llaves como muestra de su aceptación local. También se otorga dicha distinción en las ciudades de Miami, Bogotá, Lima, entre otras.

## En Europa

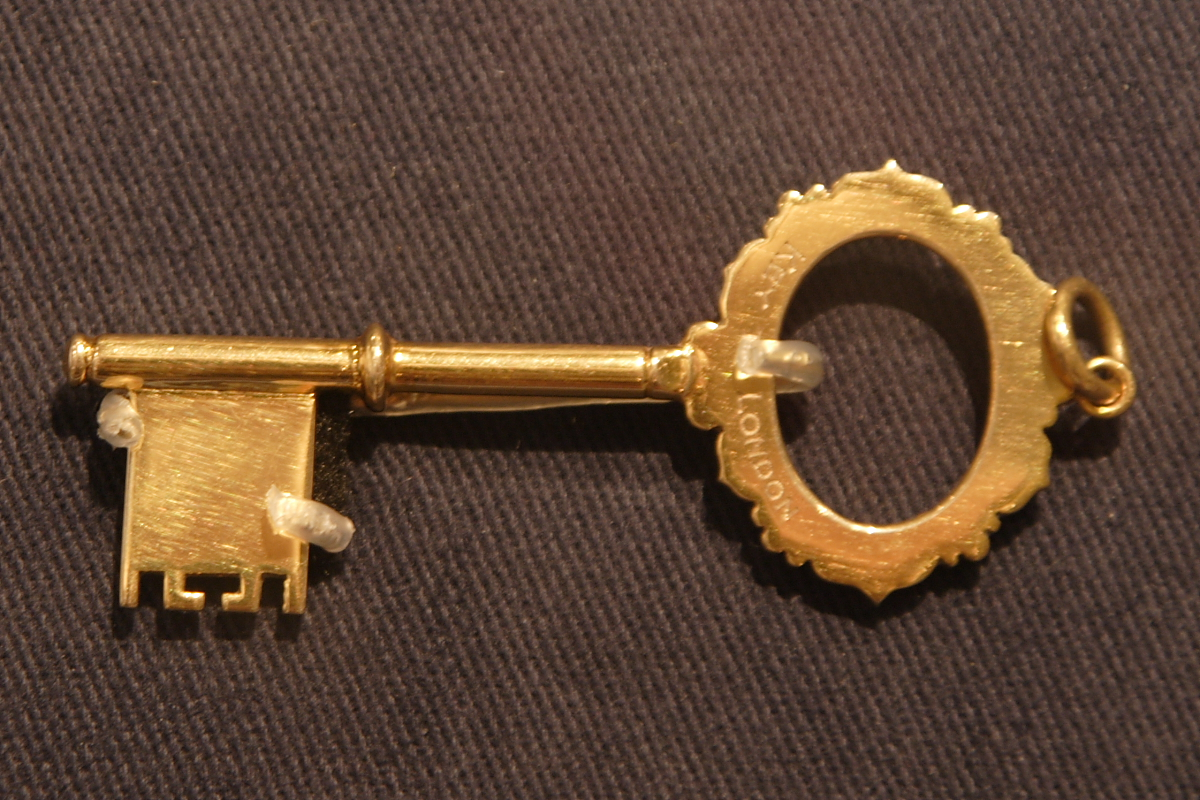
Llaves de la ciudad de Londres entregadas a Charles Lindbergh, exhibidas en el Museo de Historia de Misuri.

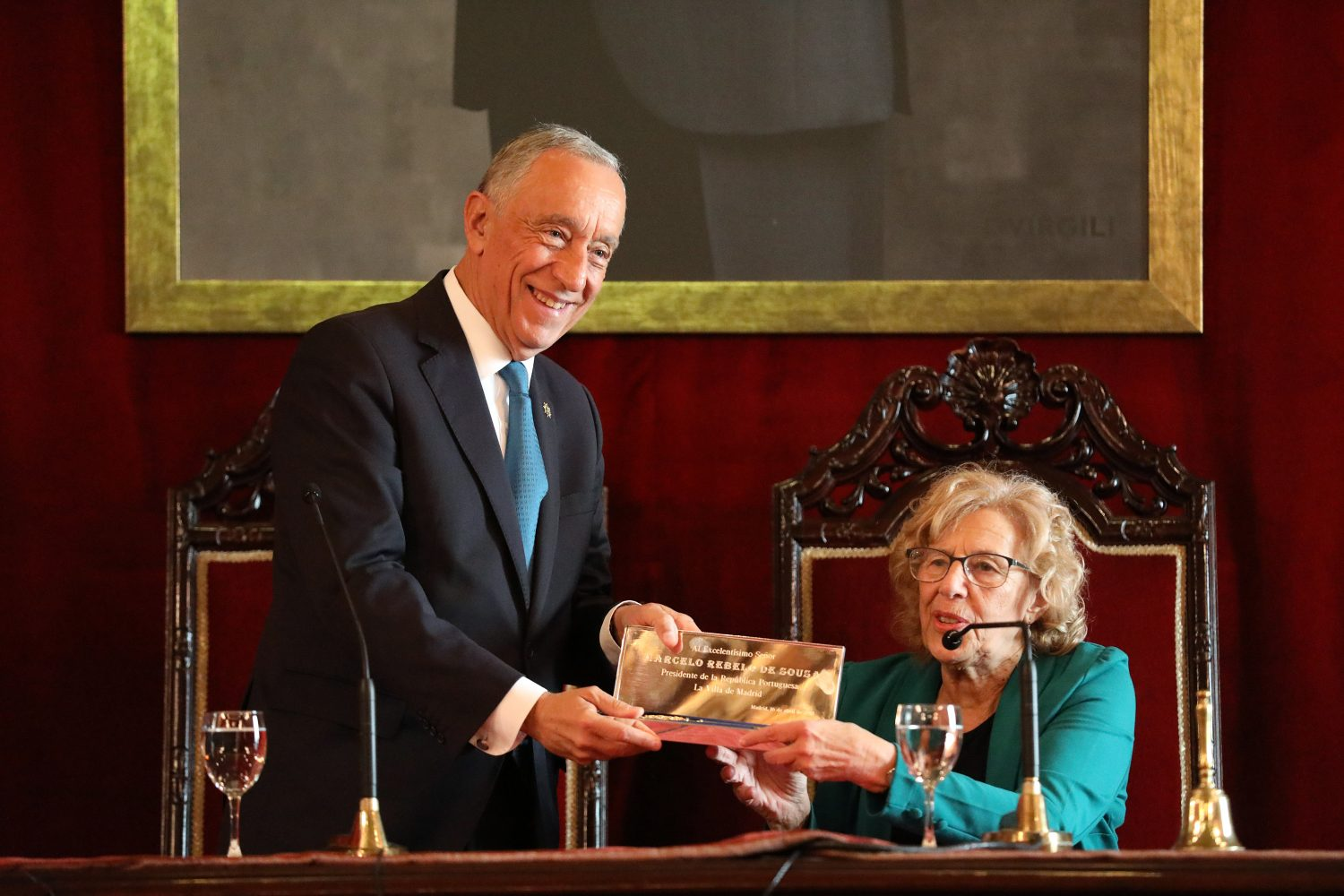
La alcaldesa Manuela Carmena hace entrega a Marcelo Rebelo de Sousa de la llave de oro de la ciudad de Madrid en abril de 2018.

### Barcelona
En Barcelona esta distinción recibe el nombre de “Clau de Barcelona”. A diferencia de otras ciudades, esta distinción no es entregada por el alcalde de la ciudad ni en un acto público ni es oficial, la Clau de Barcelona es entregada a los seleccionados por el Club d´Amics Clau de Barcelona y no puede ser otorgada a las personas que estén ocupando un cargo oficial.

### Madrid
En Madrid esta distinción recibe el nombre de “Llaves de Oro”. Son muchos los políticos, presidentes o jefes de Estado, que han recibido las llaves de esta ciudad, esto se debe a que el protocolo del Estado español marca que "cualquier jefe de Estado recibido en España por el Gobierno tiene derecho a recibir las Llaves de Oro de la capital del Estado", entendiéndose como un agradecimiento del pueblo de Madrid y del Estado español al pueblo que representa dichas personalidades por su visita a la ciudad.

## En América

### Bogotá
En Bogotá se entregan una talla de 40 centímetros en madera de roble realizada por ex habitantes en rehabilitación de la calle del Bronx. En uno de los extremos se talla por pirograbado el escudo y el nombre de la ciudad. En el cuerpo se encuentran imágenes icónicas de la ciudad, mientras que en los dientes de la llave se representa la catedral de Bogotá.

### Viña del Mar
En Chile, la ciudad de Viña del Mar entrega su propia versión de este reconocimiento en el marco del Festival Internacional de la Canción de Viña del Mar. Artistas como Luis Miguel, Miguel Bosé, Marco Antonio Solís y la banda chilena Los Jaivas son algunos de los artistas que han recibido las llaves de la ciudad. 